# راي مونتجومري (لاعب كرة قدم أمريكية)
راي مونتجومري (بالإنجليزية: Ray Montgomery) هو لاعب كرة قدم أمريكية أمريكي، ولد في 1 فبراير 1909 في ويلينغ في الولايات المتحدة، وتوفي في 26 مايو 1966 في شمال هوليوود ‏ في الولايات المتحدة.